# Osiride Brovedani
Osiride Brovedani (Trieste, 11 febbraio 1893 – Trieste, 2 luglio 1970) è stato un imprenditore e filantropo italiano.
Nel 1930 impiantò a Trieste il laboratorio della Fissan, importando dalla Germania i prodotti per la cura della pelle dei bambini. 
Durante la Seconda Guerra Mondiale venne deportato nei campi di concentramento nazisti e al rientro scrisse un toccante diario della sua prigionia.
Grazie alla sua capacità imprenditoriale e alla sua cospicua eredità, nacque nel 1973 una fondazione a lui intitolata, da sempre impegnata in opere di beneficenza.
Nel 2009 in campo San Giacomo a Trieste è stata posta una sua statua in bronzo ad opera della scultrice belga Daphné Du Barry.
Nel 2017 ha aperto a Trieste un piccolo museo a lui dedicato, ad ingresso gratuito, in cui è possibile approfondire la storia del nazismo grazie all'archivio storico messo a disposizione che racconta la sua storia di resilienza e autorealizzazione.

## La vita
Nato in una modesta famiglia, composta dal padre Giovanni Battista Brovedani, impiegato all’Ufficio Esattoriale Comunale, dalla madre Noemi Pinkerle, casalinga e dalle due sorelle maggiori Aristea ed Armida, si impegnò fortemente negli studi fino a quando, mentre frequentava il secondo anno del liceo scientifico, fu costretto ad interromperli per aiutare, con il suo lavoro, il padre che non riusciva a sostenere la famiglia.
Suo primo impiego fu il galoppino al giornale Il Piccolo. In seguito, grazie alla sua versatilità ed intelligenza, riuscì a passare da correttore di bozze a critico d’arte nel giornale Il Lavoratore, che meglio esprimeva in quel tempo la sua ideologia politica.
Nel frattempo, non smise mai di studiare per conto proprio, spinto da una grande curiosità di conoscere e di sapere. Scrisse un dramma, mai rappresentato, e fece anche l’attore, interpretando a Capodistria una parte importante nella commedia di Sem Benelli La cena della Beffe nella compagnia di Alessandro Moissi. Il giornale lo inviò spesso a Vienna come corrispondente ed ebbe così l’opportunità di migliorare la conoscenza della lingua tedesca, approfondendo inoltre il suo amore per la letteratura germanica.
Nel 1930  ad una fiera di Milano, incontrò il dott. Arthur Sauer, inventore dei prodotti Fissan, e ottenne gratuitamente la licenza in esclusiva per l'Italia per la produzione e la commercializzazione della famosa Pasta e Polvere per la cura della pelle dei bambini, andando a creare una nicchia di mercato che fino ad allora non esisteva.
Uomo dal carattere burbero, si distinse per le opere di beneficenza e per l'attenzione che riservava alle fasce più fragili della popolazione. Oltre a fare l'educatore in una colonia parrocchiale in montagna, non esitò ad assumere nella sua ditta una ragazza madre ed anche il figlio di una suora.

## Il campo di concentramento
La sua origine ebraica da parte di madre lo costrinse ad una terribile prova durante la Seconda Guerra Mondiale: nel luglio del 1944 venne arrestato e rinchiuso nelle carceri triestine del Coroneo senza conoscerne la motivazione. Apprese in seguito che era stato accusato da un vicino di casa di ascoltare Radio Londra, motivazione di cui molti furono accusati nelle delazioni dei concittadini. Pochi giorni dopo fu deportato in Germania, dove lo attendeva il Campo di concentramento di Buchenwald e successivamente quello di Dora, fino alla liberazione avvenuta nel campo di Belsen. Questa esperienza viene raccontata nel suo diario Da Buchenwald a Belsen. Memorie di un deportato. Non volle mai pubblicare queste pagine, malgrado le pressioni di Giovannino Guareschi, con cui condivise un lungo periodo all'Oflag 83, onde evitare che dalla sua esperienza venisse tratto lucro. Il manoscritto è stato pubblicato postumo (nel 1971) dalla Fissan prima e dalla Fondazione Osiride Brovedani poi, inizialmente in italiano (1981 e 2019) e successivamente in inglese ed ebraico (2017); viene distribuito gratuitamente ai visitatori del museo ed è reperibile online.
Della tragica esperienza restano, oltre alla famigerata casacca a righe con il triangolo rosso, identificativo dei prigionieri politici, e il numero 76360, anche alcune lettere che scrisse alla moglie, da cui si evince la psicologia del deportato, che o soccombe, o si affida a fede e speranza.

## La Fissan
Nel 1924 il dottor Arthur Sauer, chimico a capo della Deutsche Milchwerke, una casa farmaceutica tedesca, scoprì il procedimento di attivazione dell'albumina del latte, principio attivo molto efficace per qualsiasi tipo di cura dermatologica. Per la commercializzazione dei prodotti derivati da questa procedura, venne scelto il marchio Fissan, coniato dalla sintesi di due parole latine "fissuram sanare" (guarire le screpolature). Nel 1930 Osiride Brovedani ottenne la concessione in esclusiva per l'Italia per la commercializzazione della Pasta di Fissan e successivamente anche quella per la produzione.  Il primo laboratorio si insediò in uno scantinato nel quartiere operaio di San Giacomo a Trieste. Ottenne poi anche la licenza per la polvere aspersoria. Osiride non si limitò ad essere il titolare della sua ditta: divenne chimico, tecnico, propagandista medico, pubblicitario, venditore e distributore. La pasta curativa veniva inserita in tubetti di alluminio, e confezionata in astucci muniti dell’immancabile bugiardino. Al confezionamento partecipavano anche le famiglie dello stabile e quelle dei rioni circostanti di San Giacomo e San Vito.
Nel 1965 venne aperto il grande stabilimento nella zona industriale di Trieste, a fronte delle agevolazioni fiscali previste dalla normativa vigente. Si passò così dalle 15 operaie presenti nella fabbrica del quartiere di San Giacomo, a 300 lavoratori a Bagnoli della Rosandra. Lo stabilimento restò attivo, benché sotto una diversa proprietà, fino al 2006.

## Altri prodotti
Anche se non era un chimico, inventò due prodotti: Inavit, e Inavit Base, non più in commercio. Ad azione protettiva, idratante, rinfrescante e tonificante per la pelle delle mani e del corpo. Gli ingredienti principali erano estratto pancreatico, vitamina A, canfora e mentolo. Produsse persino supposte contro le emorroidi, con una composizione che lui stesso inventò. Tali prodotti venivano venduti sotto il marchio della sua propria azienda, la Osiride Brovedani.

## La Fondazione Osiride Brovedani onlus

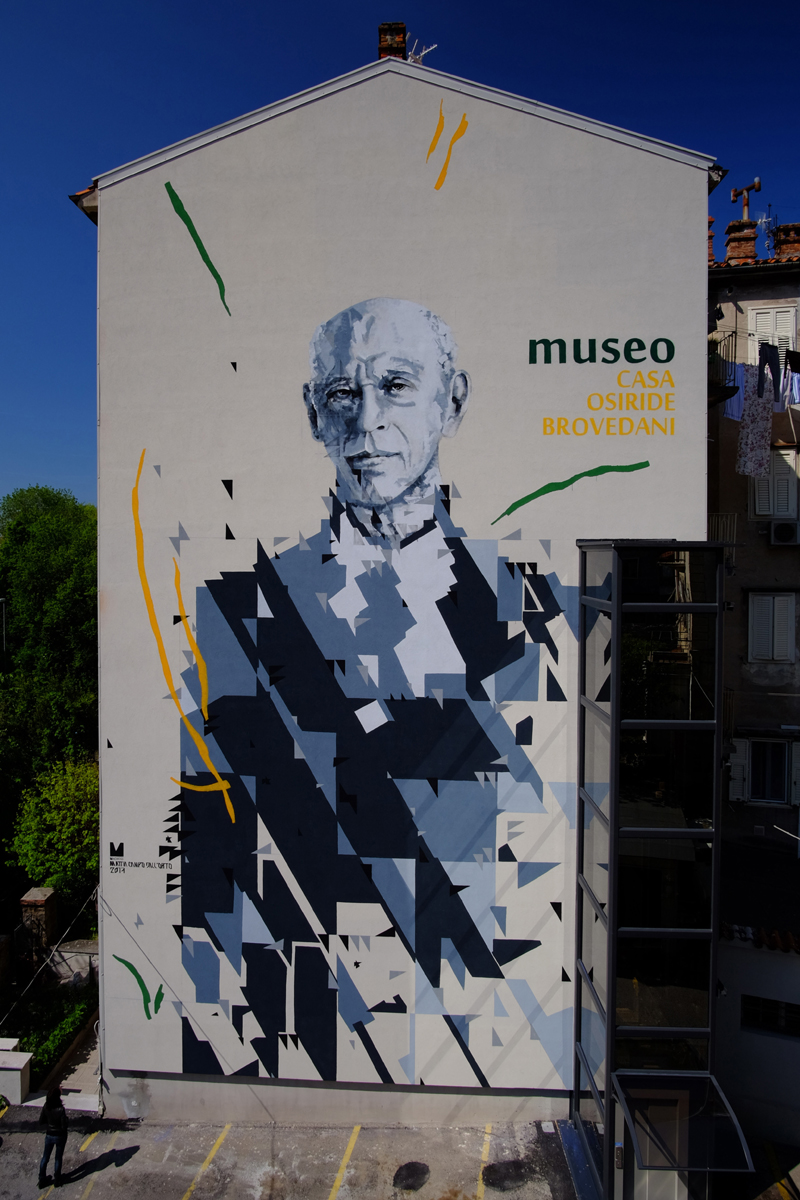
Murale raffigurante Osiride Brovedani ad opera dell'artista Macross

La Fondazione nacque nel 1973 per volontà testamentaria della signora Fernanda Brovedani, che realizzò così il desiderio espresso in vita dal marito di dare un'istruzione ai ragazzi che provenivano da famiglie disagiate: venne eretto un convitto in cui si offriva gratuitamente accoglienza a ragazzi orfani anche di un solo genitore, in età compresa fra i 6 ed i 21 anni, provvedendo alle loro esigenze per l’intero ciclo della formazione scolastica in scuole pubbliche, fino agli studi superiori, secondo una concezione assistenziale libera da schemi tradizionali. Nel testamento, nominò presidente a vita Raffaele De Riù, che si occupò anche della Fissan, e che rimase in carica fino alla morte, avvenuta nel 2019.
Nel 1990, alla luce delle esigenze sociali in costante evoluzione, che vedevano aumentata l'età media della popolazione, nello stesso complesso adeguatamente ristrutturato, al Convitto venne affiancata la Casa Albergo per persone anziane sole e autosufficienti, che abbiano più di 66 anni e con un reddito non sufficiente a garantire una qualità di vita decorosa, accolte anch’esse a titolo completamente gratuito. Un’esperienza unica nel suo genere: nonni e nipoti in un confronto tra generazioni, con un reciproco arricchimento di valori.

## La montagna
Grandi furono il suo amore e la sua passione per la montagna. Iniziò facendo gite con una bicicletta che si era costruito da solo, utilizzando i pezzi buoni di vecchie biciclette inutilizzabili. Più tardi, con i risparmi, acquistò una motocicletta e cominciò a conoscere le Alpi. Divenne un abilissimo scalatore; diceva che lassù si è più che mai vicini a Dio. Fu grande amico di Emilio Comici, con il quale divise molte gioie ed esperienze di alpinismo, tra cui un incidente sul Pomagagnon raccontato dallo stesso Comici nel suo libro Alpinismo Eroico. Nel 1978 la Sezione XXX Ottobre del CAI gli ha dedicato un sentiero alpinistico di accesso al Bivacco Comici, nel Gruppo del Sorapiss.